# Переписка Лейбница с Кларком
Переписка Лейбница с Кларком — серия из 10 писем между немецким философом Готфридом Лейбницем (1646—1716) и английским богословом Сэмюелем Кларком (1675—1729), сторонником и пропагандистом идей Исаака Ньютона (1642—1727). Посвящённая богословским и философским дебатам, эта переписка в интеллектуальном отношении является одной из наиболее влиятельных в XVIII веке. Переписка велась с ноября 1715 года по август 1716 года и завершилась со смертью Лейбница, не успевшего ответить на пятое письмо Кларка. Обмен мнениями происходил через посредство принцессы Уэльской Каролины (1683—1737), и послания философов обычно являлись приложениями к письмам, адресованных авторами к принцессе. Письма Лейбница написаны на французском языке, а Кларка на английском. Оригинал пятого письма Кларка не сохранился.

## Исторический контекст
Полемика с Ньютоном и ньютонианцами занимала больше всего великого немецкого учёного в последние годы его жизни. Тянувшийся с 1680-х годов спор с Ньютоном обострился в 1711 году, когда его ученик Джон Кейлл прямо обвинил Лейбница в воровстве теории дифференциального исчисления. В 1712 году Королевское общество встало на сторону своего председателя в вопросе о приоритете этого важнейшего открытия. C 1676 года Лейбниц находился на службе курфюрстов Ганновера. С 1698 года его работодателем был курфюрст Георг Людвиг, который в 1714 году был избран королём Великобритании под именем Георга I. В тот же год ганноверский двор переселился в Лондон, однако Лейбницу в его просьбе присоединиться к королевской семье в Англии было отказано. К этому времени Лейбниц давно вызывал раздражение своим архаичным внешним видом, затянувшимся спором с Ньютоном и неспособностью завершить давно ему порученную работу над историей Ганновера. Последняя из указанных причин была озвучена в качестве официальной. Тем не менее Лейбниц сохранил хорошие отношения с принцессой Каролиной, супругой принца Уэльского.
В 1710 году Лейбниц опубликовал свои «Опыты теодицеи», и принцесса Уэльская попросила Сэмюэла Кларка перевести этот трактат на английский язык. Однако Кларк отказался, поскольку его собственные взгляды были существенно другими. Вслед за этим принцесса показала Кларку письмо к ней Лейбница, в котором рассматривались сложившиеся к тому времени течения ньютонианской философии в Англии, что и стало причиной последовавшей переписки.

## Содержание переписки
Для какой цели существуют кометы, и почему все планеты движутся в одном и том же направлении по концентрическим орбитам, и что мешает падению неподвижных звёзд одной на другую? Каким образом тела животных устроены с таким искусством, и для какой цели служат их различные части? Был ли построен глаз без понимания оптики, а ухо без знания акустики? Каким образом движения тел следуют воле, и откуда инстинкт у животных? Не там ли чувствилище животных, где находится чувствительная субстанция, к которой через нервы и мозг подводятся ощутимые образы предметов так, что они могут быть замечены вследствие непосредственной близости к этой субстанции? И если эти вещи столь правильно устроены, не становится ли ясным из явлений, что есть бестелесное существо, живое, разумное, всемогущее, которое в бесконечном пространстве, как бы в своем чувствилище, видит все вещи вблизи, прозревает их насквозь и понимает их вполне благодаря их непосредственной близости к нему.
- Первое письмо Лейбница (ноябрь 1715 года). Отмечая, что естественная религия теряет силу, а сторонники Локка предполагают материальность и невечность души, Лейбниц говорит о взглядах Исаака Ньютона по поводу Бога, не соглашаясь с мнением о том, что «пространство — это орган, которым Бог пользуется, чтобы воспринимать вещи». Также он не согласен с идеей Ньютона, что Бог должен время от времени заводить свою «машину» и совершать чудеса — всё это принижает его творение.

В данном случае, вероятно, имеются в виду утверждения ньютоновской «Оптики» о том, что однородность движения комет в Солнечной системе предполагает действие божественного выбора, и что движение во вселенной вследствие трения убывает, и потому нуждается в новых толчках извне.
- Первое письмо Кларка (без даты). Кларк защищает учение Локка, ошибочной интерпретации которого следовали только материалисты, враги ньютоновских «Математических начал натуральной философии». далее Кларк отрицает, что Ньютон говорил о том, что пространство является органом Бога, которому в силу его вездесущности это не нужно. Однако пространство является «чувствилищем» (лат. sensorium) вездесущего существа. Также Кларк отмечает, что нет принижения достоинства Бога в том, что он вмешивается в дела своего творения, а полагать иначе является материализмом — признание Бога «надмировым разумом» фактически является его изгнанием из мира.
- Второе письмо Лейбница (без даты). Лейбниц сомневается, что «Начала» Ньютона противоположны материализму. По его мнению, материализму следует противопоставить не математику, а метафизику; в пример он приводит свою «Теодицею». Далее Лейбниц излагает принципы, лежащие в основе математики и физики — тождества и необходимости достаточного основания. Согласно последнему из них, требуется достаточная причина, чтобы вещи вели себя так, а не иначе. Богу же, чтобы влиять на мир, нужна материя, а согласно Ньютону, её в мире гораздо меньше, чем пустоты — и в этом он больший материалист, чем Демокрит и Эпикур. Лейбниц отмечает, что, по его представлению «чувствилище» и «орган» являются одним и тем же, но он готов не развивать эту тему дальше. Далее Лейбниц рассматривает восприятие душою пространства, и сравнивает его с вездесущностью Бога, которое, по его мнению, должно быть деятельным. Продолжая аналогию с часовщиком, искусство которого состоит в том, чтобы сделать часы и более их не подводить, Лейбниц говорит, «машина» Бога работает гораздо дольше и правильнее прочих. Лейбниц пишет далее, что он не отрицает вмешательство Бога в механизм мира, но только исправление, так как в противном случае это было бы признанием изменения Богом своих прежних решений. Поскольку Бог всё предвидел, «в его делах господствует предустановленная гармония и красота». Одновременно с этим Лейбниц не исключает наличия провидения, в отличие от Бога социниан, который «живёт от одного дня к другому». Метафору «надмирового разума» Лейбниц полагает вполне уместной, тогда как приведённый Кларком образ короля, в королевстве которого всё идёт прекрасно без его участия — нет, так как в отличие от короля, без Бога вещи существовать не могут. В конце письма Лейбниц утверждает, что вмешательства Бога в дела мира не могут происходить путём совершения чудес, так как это был бы абсурд.
- Второе письмо Кларка (30 декабря 1715[5]). Кларк утверждает, что «математические» принципы вполне могут быть «метафизическими», если из них вытекают метафизические выводы.

## Переводы и издания
Впервые переписка была издана под именем Кларка в 1716 году с добавление предисловия и примечаний; письма Лейбница были переведены на английский. В 1720 году Пьер Демэзо опубликовал французский перевод писем, снабдив фрагментами из работ Ньютона. В том же году вышло немецкое издание Колера.
На русском языке переписка была впервые издана в 1960 году со вступительной статьёй и примечаниями В. И. Свидерского и Г. Крёбера. С небольшими правками В. В. Соколова она была переиздана в 1982 году.